# Первичко, Елена Ивановна
Первичко Елена Ивановна (11 ноября 1966) — российский психолог, доктор психологических наук. 

## Биография
Окончила факультет психологии МГУ в 1989 году. Защитила диссертацию кандидата психологических наук под научным руководством В. В. Николаевой. Имеет Европейский сертификат психолога (2013) по клинической психологии. В 2017 году защитила диссертацию доктора психологических наук. Этому предшествовал конфликт с заведующим кафедрой нейро- и патопсихологии факультета психологии МГУ, на которой работала Е. И. Первичко, А. Ш. Тхостовым, описанный в статье в газете «Троицкий вариант». Для разрешения конфликта защита диссертации была перенесена из диссертационного совета при МГУ в независимый диссертационный совет при СПбГУ.

## Научная деятельность
Доцент кафедры нейро- и патопсихологии, профессор кафедры психофизиологии факультета психологии МГУ, профессор кафедры клинической психологии Психолого-социального факультета РНИМУ имени Н. И. Пирогова. Является автором более 150 научных публикаций, посвящённых проблемам клинической психологии, патопсихологии, психотерапии.

### Книги
- Первичко Е. И. Регуляция эмоций: Клинико-психологический аспект. — М.: Когито-Центр, 2020. — 263 с. — ISBN 978-5-89353-585-3.
- Первичко Е. И. Модификация методики рисуночной фрустрации С. Розенцвейга в клинико-психологическом исследовании регуляции эмоций: методическое пособие. — М.: Акрополь, 2018. — 83 с. — ISBN 978-5-98807-080-1.

### Статьи
- Первичко Е. И. Стратегии регуляции эмоций: процессуальная модель Дж. Гросса и культурно-деятельностный подход. Часть I. Регуляция эмоций: подходы к исследованию // Национальный психологический журнал. — 2014. — № 4(16). — С. 13—22. — doi:10.11621/npj.2014.0402.
- Первичко Е. И. Стратегии регуляции эмоций: процессуальная модель Дж. Гросса и культурно-деятельностный подход. Часть II. Культурно-деятельностный подход к проблеме стратегий и механизмов регуляции эмоций // Национальный психологический журнал. — 2015. — № 1(17). — С. 39—51. — doi:10.11621/npj.2015.0105.
- Pervichko E. I., Martynov A. I., Pak L. S. RETRACTED: Correlation of Parameters of Endogenous Opioid System with Personality Traits and Anxiety Level in Patients with Mitral Valve Prolapse (англ.) // International Journal of Psychophysiology. — 2016. — October (vol. 108). — P. 135. — doi:10.1016/j.ijpsycho.2016.07.396.: статья отозвана главным редактором журнала в связи с выявленным плагиатом из ранее опубликованных работ[9][10]. Однако в 2021 году, после проведения независимой научной экспертизы в центре экспертиз СПбГУ было показано, что обвинения в плагиате являются ложными[11][12].
- Первичко Е. И., Митина О. В., Степанова О. Б., Конюховская Ю. Е., Дорохов Е. А. Восприятие COVID-19 населением России в условиях пандемии 2020 года // Клиническая и специальная психология : журнал. — 2020. — Т. 9, № 2. — С. 119—146. — doi:10.17759/cpse.2020090206. На онлайн-обсуждении проблемы присутствовало более 5 тысяч участников[6].